# 夷隅川
夷隅川（いすみがわ）は、千葉県の房総半島南東部を流れる二級河川。一級河川の利根川を除くと千葉県最大の流域面積をもつ。

## 地理
勝浦市の清澄山に源を発し、数多くの渓流をあわせいすみ市岬町で太平洋に注ぐ。流路延長は67.5km、流域面積は299.4km²である。
夷隅川は類まれな蛇行河川であり、夷隅川河口から西畑川合流点まで直線距離では約22kmなのに対し、河川延長は約45kmもある。夷隅地域は『古事記』や『日本書紀』で「いじむ」｢いじみ｣と呼ばれているが、ハワイ語の「イ・チ・ミ（川が悲鳴を上げて流れる（山の間を蛇行して流れる）地域）」が語源との説がある。
夷隅川流域は古くから水田が多く、夷隅川を利用した農耕が盛んである。生活用水としても利用されている。
江戸中期から明治中期にかけて耕作地の拡大と流下阻害要因の解消のために「川廻し」という流路の直線化が盛んに行われた。

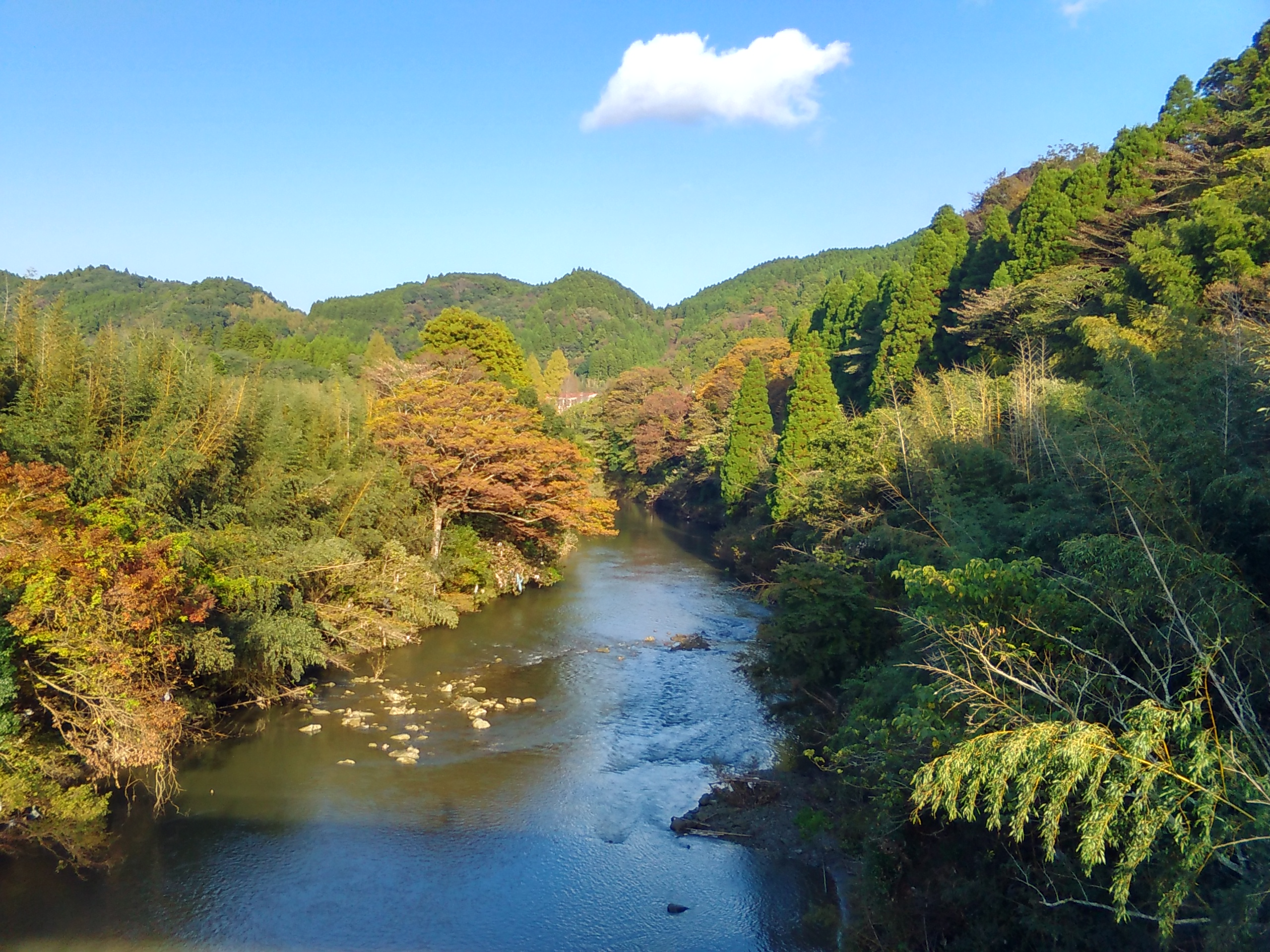
上流域（大多喜町）
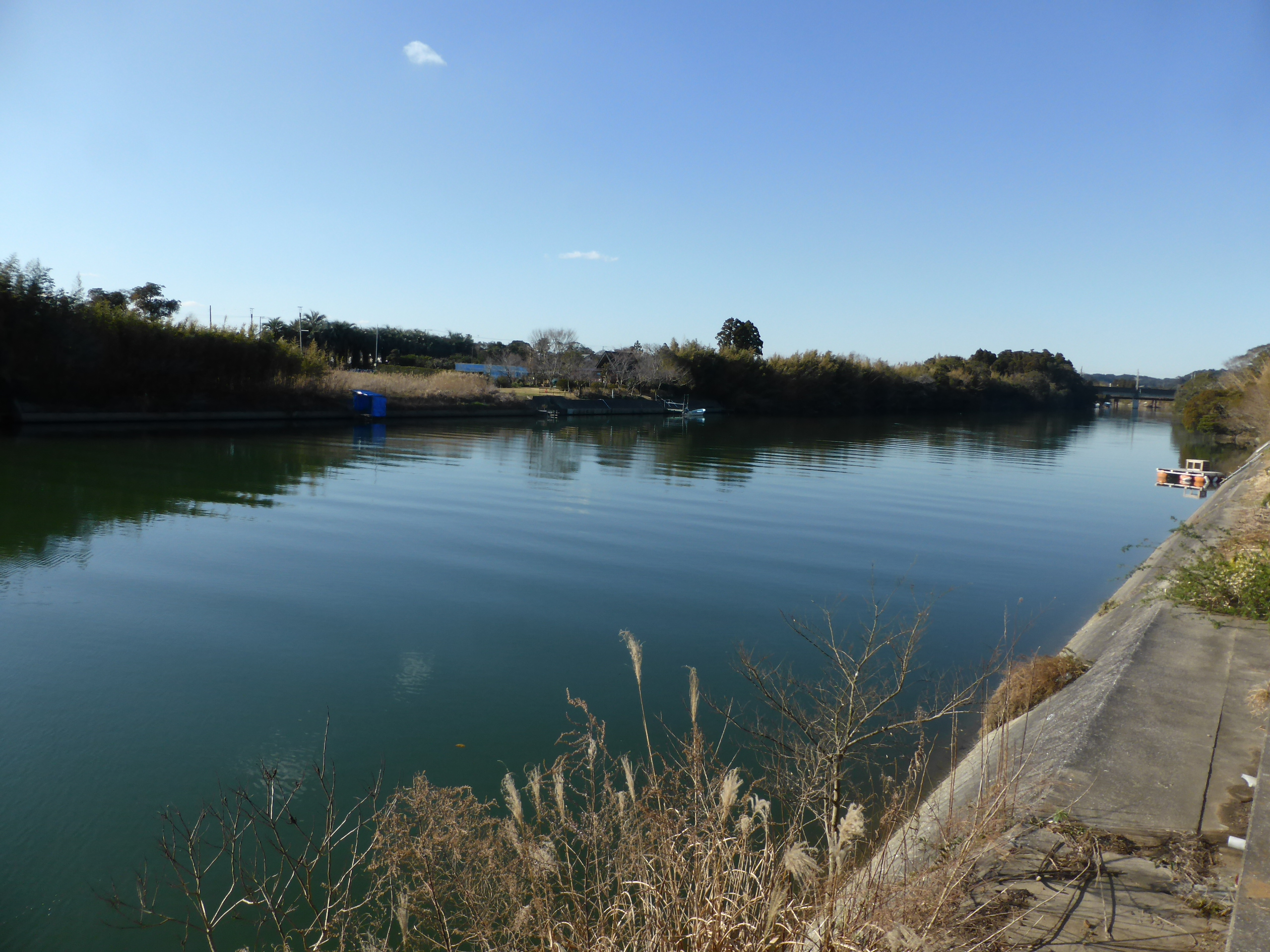
下流域（いすみ市）

## 歴史
- 1970年（昭和45年）7月1日 - 集中豪雨により大多喜町久保地内で氾濫。約200戸が床上浸水[3]。
- 1971年（昭和46年）9月 - 昭和46年台風第25号による浸水被害[2]。
- 1996年（平成8年）9月 - 平成8年台風第17号による浸水被害[2]。
- 2004年（平成16年）10月8日～9日 - 平成16年台風第22号による被害（浸水面積747.6ha、床上浸水47棟、床下浸水163棟）[1]。

## 流域の自治体
千葉県
勝浦市、夷隅郡大多喜町、いすみ市
※支流は夷隅郡御宿町にも及ぶ。

## 支流
- 古新田川
- 西畑川
- 西部田川
- 久保川
- 正立寺川
- 初音川
- 大野川
- 落合川
- 権現堂川
- 松丸川
- 神置川
- 椎木川
- 弓取川
- 江場土川
- 新川

## 橋梁
勝浦市
- 仲川橋 - 千葉県道82号天津小湊夷隅線
- 宮川橋 - 県道82号
- 新川橋 - 県道82号
- 小羽戸橋 - 県道82号
- 大楠橋
- 折節橋 - 国道297号（大多喜街道）
- 下屋敷橋
- 深見橋 - 国道297号・県道82号の重複区間
- 滝見橋
- たけんこ橋

大多喜町
- 保庭橋
- 鷲巣橋
- 三又橋梁 - いすみ鉄道いすみ線
- 三又大橋
- 久我原橋梁 - いすみ鉄道いすみ線
- 久我原橋 - 国道297号
- 荒木根橋 - 三育学院大学・三育学院短期大学方面
- 石神橋 - 国道297号
- 下川橋
- 塩渕橋
- 蟹取橋 - 国道465号
- 小谷松橋梁 - いすみ鉄道いすみ線
- 桑曽根橋
- 深瀬橋
- 三口橋梁 - いすみ鉄道いすみ線
- 三口橋 - 千葉県道231号大多喜停車場線
- 行徳橋
- 外廻橋 - 千葉県道172号大多喜里見線
- 大多喜橋梁 - いすみ鉄道いすみ線
- 大多喜橋 - 国道297号
- 上瀑橋
- 田代橋
- 増田橋梁 - いすみ鉄道いすみ線
- 増田橋 - 国道465号

いすみ市
- 滝野川橋
- 中川橋 - 県道82号
- 新苅谷橋 - 南総広域農道
- 幸野橋
- 苅谷橋梁 - いすみ鉄道いすみ線
- 苅谷橋 - 国道465号
- 万木橋
- お城橋
- 音羽橋
- 福原橋 - 千葉県道152号一宮椎木長者線
- JR外房線橋梁 - 太東駅付近
- みさき橋
- 江東橋 - 国道128号（外房黒潮ライン）

## 生物
夷隅川流域は、国の天然記念物に指定され絶滅危惧種であるミヤコタナゴの分布域にあたり、流域内の細流や池などに現在も生息が確認されている。同じく絶滅危惧種であるメダカなども細流や池に数多く生息していたが、近年は生息数が減少している。過去にはミヤコタナゴの稚魚の放流が行われていた。
コイ、フナ、ウグイ、ウナギ、アユの放流も行われており、1991年まではサケの試験放流が行われていた。その効果もあってか、アユの遡上が確認されている。
平成6年と11年に実施された魚介類調査結果（河川水辺の国勢調査）によれば、現地確認された魚類は86種で、純淡水魚23種、回遊魚11種、汽水・海水魚52種となっている。
平成6年調査では72種が確認されたが、その種数は全国で実施された「河川水辺の国勢調査」結果で見ると長良川の88種に次いで、木曽川・揖斐川と並び全国第二位にランクされた。